# Чайкина
Ча́йкина (рос. Чайкина) — присілок у складі Каменського міського округу Свердловської області.
Населення — 17 осіб (2010, 17 у 2002).
Національний склад станом на 2002 рік: росіяни — 82 %.